# Badminton na Letních olympijských hrách 2012
Badminton na Letních olympijských hrách 2012 v anglickém Londýně.

## Medailisté

### Muži
| Kategorie    | Zlato                                 | Stříbro                                       | Bronz                                            |
| ------------ | ------------------------------------- | --------------------------------------------- | ------------------------------------------------ |
| dvouhra mužů | Čína (CHN) · Lin Tan                  | Malajsie (MAS) · Lee Chong Wei                | Čína (CHN) · Čchen Lung                          |
| čtyřhra mužů | Čína (CHN) · Cchaj Jün · Fu Chaj-feng | Dánsko (DEN) · Mathias Boe · Carsten Mogensen | Jižní Korea (KOR) · Jung Jae-sung · Lee Yong-dae |

### Ženy
| Kategorie   | Zlato                                | Stříbro                                       | Bronz                                         |
| ----------- | ------------------------------------ | --------------------------------------------- | --------------------------------------------- |
| dvouhra žen | Čína (CHN) · Li Süe-žuej             | Čína (CHN) · Wang Yihan                       | Indie (IND) · Saina Nehwalová                 |
| čtyřhra žen | Čína (CHN) · Tian Qing · Čao Jün-lej | Japonsko (JPN) · Mizuki Fujii · Reika Kakiiwa | Rusko (RUS) · Valeria Sorokina · Nina Vislova |

### Smíšené
| Kategorie       | Zlato                               | Stříbro                       | Bronz                                                        |
| --------------- | ----------------------------------- | ----------------------------- | ------------------------------------------------------------ |
| smíšená čtyřhra | Čína (CHN) · Čang Nan · Čao Jün-lej | Čína (CHN) · Xu Chen · Ma Jin | Dánsko (DEN) · Joachim Fischer Nielsen · Christinna Pedersen |

## Přehled medailí
| Pořadí | Země        | Zlato | Stříbro | Bronz | Celkově |
| ------ | ----------- | ----- | ------- | ----- | ------- |
| 1.     | Čína        | 5     | 2       | 1     | 8       |
| 2.     | Dánsko      | 0     | 1       | 1     | 2       |
| 3.     | Japonsko    | 0     | 1       | 0     | 1       |
| 3.     | Malajsie    | 0     | 1       | 0     | 1       |
| 5.     | Indie       | 0     | 0       | 1     | 1       |
| 5.     | Rusko       | 0     | 0       | 1     | 1       |
| 5.     | Jižní Korea | 0     | 0       | 1     | 1       |
| Celkem | Celkem      | 5     | 5       | 5     | 15      |